# Lista 500 albumów wszech czasów magazynu Rolling Stone

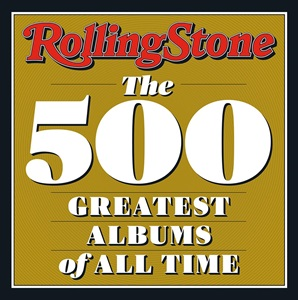

Lista 500 albumów wszech czasów dwutygodnika „Rolling Stone” (ang. Rolling Stone’s 500 Greatest Albums of All Time) – lista 500 najlepszych albumów wszech czasów, wydana przez magazyn Rolling Stone. Pierwsza edycja wydana została w listopadzie 2003 roku, aktualizacje ukazały się w 2012 oraz 2020 roku.
Najczęściej wybieranym artystą był zespół The Beatles (9 razy), następnie Bob Dylan (w tym album 1 z The Band; w sumie 8 razy), Neil Young (w tym 1 album jako Crosby, Stills, Nash & Young; 2 z Crazy Horse; w sumie 7 razy), Kanye West i The Rolling Stones (po 6 razy), David Bowie, Bruce Springsteen oraz Led Zeppelin (po 5).
Pierwsze dziesięć miejsc (2020)
1. What's Going On – Marvin Gaye
2. Pet Sounds – The Beach Boys
3. Blue – Joni Mitchell
4. Songs in the Key of Life – Stevie Wonder
5. Abbey Road – The Beatles
6. Nevermind – Nirvana
7. Rumours – Fleetwood Mac
8. Purple Rain – Prince oraz The Revolution(inne języki)
9. Blood on the Tracks – Bob Dylan
10. The Miseducation of Lauryn Hill – Lauryn Hill